# International Americas Cup Class
International America's Cup Class, IACC, är båttypen som används vid America's Cup. IACC är en konstruktionsklass, vilket innebär att båtarna ej är identiska utan följer vissa uppställda regler avseende skrovform, material, segelarea osv. Regeln skapades av en grupp ledande båtkonstruktörer i början av 1990-talet, då 12mR, som använts sedan 1958 ansågs ha blivit omodern. 1992 var första året som IACC användes i seglingarna om America's Cup.

## Mätregel
Formula

{\displaystyle 24000meter=>{\frac {LOA+1,25\times {\sqrt {S}}-9,8\times {\sqrt[{3}]{DSP}}}{0,686}}}

- DSP - deplacement (m³);
- LOA - totallängd (m);
- S - segelyta (m²);